# Senés
Senés ist ein Ort und eine spanische Gemeinde in der Comarca Filabres-Tabernas der Provinz Almería in der Autonomen Gemeinschaft Andalusien. Die Bevölkerung von Senés bestand im Jahr 2024 aus 278 Einwohnern. 

## Geografie
Senés liegt im Landesinneren der Provinz Almería in einer Höhe von ca. 995 m. Die Provinzhauptstadt Almería liegt in etwa 38 Kilometer südsüdwestlicher Entfernung. 

## Bevölkerungsentwicklung
| Jahr      | 1970 | 1981 | 1991 | 2001 | 2011 | 2021 |
| Einwohner | 707  | 721  | 360  | 323  | 331  | 291  |

## Sehenswürdigkeiten
- Marienkirche (Iglesia de Santa María) aus dem 15. Jahrhundert